# Дакса
Дакса је пошумљено острво групе Елафитских острва пред улазом у заливе Ријеке дубровачке и Гружа. Дуго је око 500 m, широк 90—100 m, а највиша тачка је 24 m над морем. На острву је светионик, важан за улаз у Грушку луку.
У старим документима се помиње под називима Dassa, Daxa, Jachxa, Achxa, Acsa, Assa и Axa. Први познати власник био је дубровачки властелин Сабо Геталдић, који је саградио на острву 1281. фрањевачки самостан. У време Француске окупацује самостан је порушен и од његове грађе подигнуте су утврде.
Аустријска влада је продала 1890. године Даксу пољском кнезу Александру Понинском, који је на острву подигао већу грађевину са богатом библиотеком. О Дакси је писано у Срђу.